# Блоссбург (Пенсільванія)
Блоссбург (англ. Blossburg) — місто (англ. borough) в США, в окрузі Тайога штату Пенсільванія. Населення — 1533 особи (2020).

## Географія
Блоссбург розташований за координатами 41°40′46″ пн. ш. 77°4′8″ зх. д. / 41.67944° пн. ш. 77.06889° зх. д. (41.679525, -77.068951).  За даними Бюро перепису населення США в 2010 році місто мало площу 12,03 км², уся площа — суходіл.

## Демографія
Згідно з переписом 2010 року, у селищі мешкало 1538 осіб у 631 домогосподарстві у складі 411 родини. Густота населення становила 128 осіб/км².  Було 703 помешкання (58/км²).
Расовий склад населення:
| - 98,6 % — білих - 0,4 % — корінних американців - 0,4 % — азіатів - 0,1 % — чорних або афроамериканців |

До двох чи більше рас належало 0,3 %. Частка іспаномовних становила 1,3 % від усіх жителів.
За віковим діапазоном населення розподілялося таким чином: 25,0 % — особи молодші 18 років, 56,7 % — особи у віці 18—64 років, 18,3 % — особи у віці 65 років та старші. Медіана віку мешканця становила 40,4 року. На 100 осіб жіночої статі у селищі припадало 100,8 чоловіків;  на 100 жінок у віці від 18 років та старших — 90,7 чоловіків також старших 18 років.
Середній дохід на одне домашнє господарство  становив 60 479 доларів США (медіана — 44 545), а середній дохід на одну сім'ю — 71 036 доларів (медіана — 54 306). Медіана доходів становила 48 214 долари для чоловіків та 33 056 доларів для жінок. За межею бідності перебувало 15,9 % осіб, у тому числі 17,6 % дітей у віці до 18 років та 9,9 % осіб у віці 65 років та старших.
Цивільне працевлаштоване населення становило 702 особи. Основні галузі зайнятості: освіта, охорона здоров'я та соціальна допомога — 23,1 %, виробництво — 17,2 %, роздрібна торгівля — 16,7 %.